# Sven Nylund
Sven Nylund, född 6 september 1872, död 18 augusti 1947, var en svensk pedagog och ämbetsman.
Nylund tog folkskollärarexamen 1892, blev lärare vid Stockholms folkskolor 1895, var sekreterare i Centralstyrelsen för Sveriges allmänna folkskollärareförening 1904-24 och redaktör för föreningens tidskrift 1904-22. Han blev undervisningsråd 1920 och utgav bland annat Vår folkskola (1924) och Folkskolans ställning och uppgift i samhällslivet (1925).